# قضية زابيرن

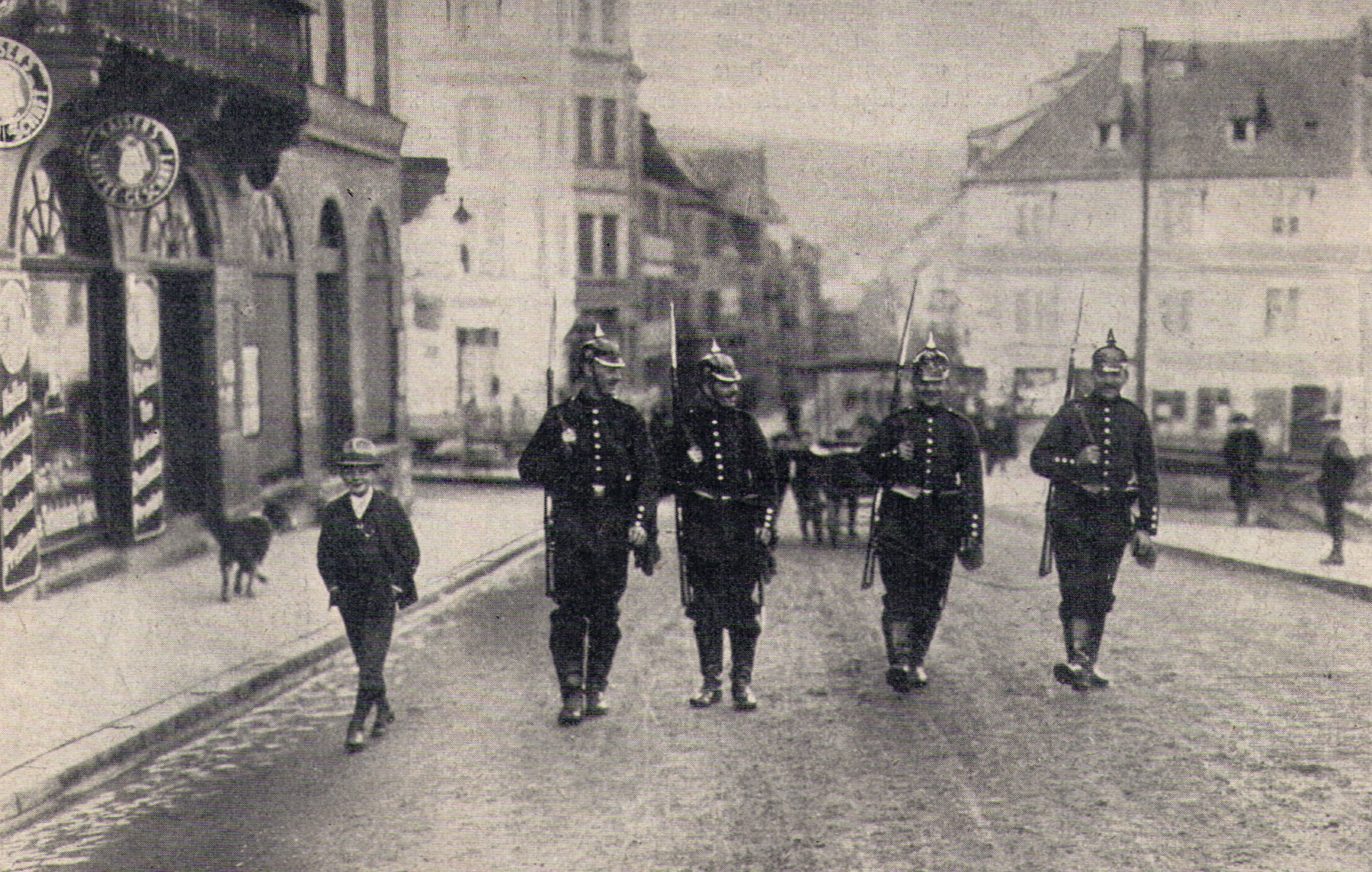
دورية عسكرية في شوارع زابرن في أوائل ديسمبر 1913.

كانت قضية زابرن أو سافيرن أزمة في السياسة الداخلية حدثت في الإمبراطورية الألمانية في نهاية عام 1913 نتيجة لخلاف بين مجموعة من الجنود وأبناء زابيرن في مقاطعة الألزاس - الورين (حالياً سافرن في فرنسا). ولقد اظهرت الأزمة عدم فعالية المعارضة البرلمانية في ألمانيا قبل الحرب العالمية الأولى.

كانت الألزاس اللورين التي ضمت إلى الامبراطورية الألمانية في العام 1871 بعد الحرب الفرنسية البروسية 1870، قد حكمت كمقاطع محتلة حتى العام 1902. ومع العام 1913 كان عبء النفقات العسكرية الألمانية، والسياسة الخارجية، قد سببا تململاً واسعاً في صفوف أبناء المنطقة الذين ينتمي قسم كبير منهم عرقياً وولاءٌ لفرنسا.

وأدت بعض العبارات المهينة التي أطلقها ملازم ألماني على الألزاسيين في زابيرن إلى وقوع اضطرابات أسفرت عن اعتقال 29 مدنياً في 28 نوفمبر 1913. وألقى الزعماء المحليون اللوم على السلطات العسكرية. وعندما دعمت حكومة المستشار تيو بالدفون بثمان هولفيغ تصرفات الجيش القعمية، انتقدها الرايستاخ،‌و صوت، في مطلع كانون الأول/ديسمبر على سحب الثقة بها. وعلى الرغم من ان نتيجة الاقتراع كانت 293 صوتاً ضد 55، فإن بثمان هولفيغ والامبراطور ويلهلم الثاني، تجاهلاه. وفي كانون الثاني/يناير 1914، برأت محكمة عسكرية سلطات زابيرن العسكرية، واعتبرتها غير مسؤولة عن الأحداث والاضطرابات التي سببت الأزمة. 